# Maxi-Prozess

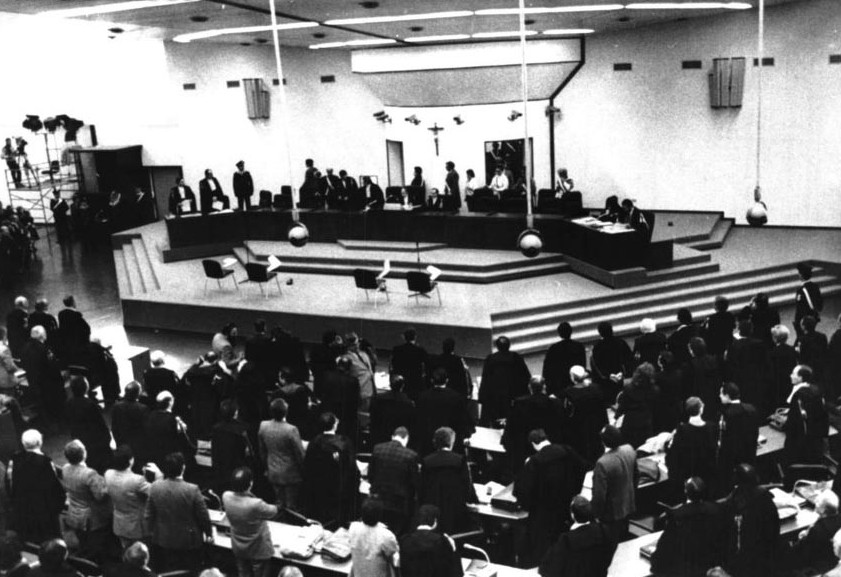
Bunkerraum des Ucciardone-Gefängnisses in Palermo während des Maxiprozesses

Die Maxi-Prozesse (auch oft Mammutprozesse genannt) waren eine Serie von großen Prozessen, die im Laufe der 1980er Jahre zur Verurteilung von hunderten Angehörigen der sizilianischen Cosa Nostra führten. Möglich wurde dies vor allem durch die Arbeit einiger engagierter Ermittlungsrichter wie Giovanni Falcone und die Aussagen des Pentito Tommaso Buscetta.

## Herausbildung der Antimafia
Während die Existenz der Mafia im 19. Jahrhundert und bis weit in die zweite Hälfte des 20. Jahrhunderts hinein von den öffentlichen Organen rundweg geleugnet oder zumindest heruntergespielt wurde, entwickelte sich in den 1960er Jahren auf Sizilien schrittweise ein Bewusstsein für die Existenz der Mafia und eine Antimafia-Bewegung. Bis zu diesem Zeitpunkt hatte ein breites Bündnis aus Nutznießern der organisierten Kriminalität, willfährigen Politikern und der katholischen Kirche ein diesbezügliches Problem geleugnet.
Ende der 1950er Jahre begann die Kommunistische Partei Italiens (PCI) – lange Zeit erfolglos – eine parlamentarische Untersuchung der sizilianischen Mafia zu fordern; diese sollte nach dem Vorbild der US-amerikanischen Kefauver-Hearings stattfinden. In den 1960er Jahren verschob sich das politische Kraftzentrum allmählich nach links; die eher linksgerichtete Zeitung L’Ora begann trotz wiederholter Repressionen, Enthüllungsgeschichten über die Mafia zu drucken. 1963 begann in Palermo der Erste Mafiakrieg, der den Forderungen nach einer Untersuchung weiteren Rückenwind verlieh.
Auch wenn die nachfolgende parlamentarische Untersuchung erfolglos blieb und im weiteren Verlauf das Problem erneut totgeschwiegen wurde, inspirierte die Arbeit der Antimafia doch einige Ermittlungsrichter, die ab Ende der 1970er Jahre zunehmend engagiert die Bekämpfung der Mafia aufnahmen. Durch die Ermittlungen von Richtern wie Rocco Chinnici und Giovanni Falcone konnte Anfang der 1980er Jahre erstmals ein größerer Prozesserfolg verbucht werden. Rocco Chinnici gründete auch den Antimafia Pool. Nach der Ermordung Chinnicis am 29. Juli 1983 durch eine Autobombe übernahm Antonino Caponnetto die Leitung des Pools und rekrutierte neben Falcone noch die Richter Paolo Borsellino, Gioacchino Natoli, Giuseppe Di Lello und Leonardo Guarnotta für den Pool; später kamen neue Mitglieder wie Ignazio de Francisi und Giuseppe Ayala dazu.

## Vorbereitung zum Prozess
1982 konnte der bedeutende Mafioso Tommaso Buscetta, auch der Boss der zwei Welten genannt, in Brasilien festgenommen werden. Buscetta hatte im blutigen Zweiten Mafiakrieg nicht nur seine engsten Freunde und Verbündeten wie Stefano Bontade verloren, sondern auch zwei seiner Söhne; diese waren von der siegreichen Fraktion der Corleoneser ermordet worden, obwohl sie selbst nichts mit der Mafia zu tun hatten. Buscetta wurde zum ersten echten Pentito und ab dem Jahr 1984 begann er mit Falcone zusammenzuarbeiten und mit diesem sein Wissen über die Cosa Nostra, wie die Mafia sich selbst nennt, zu teilen. Buscettas Aussagen ermöglichten in der Folge die Festnahme von 366 sogenannten „Ehrenmännern“. Die Aussagen Salvatore Contornos, der dem Beispiel Buscettas bald folgte, ermöglichten weitere 127 Haftbefehle.
Caponnetto erklärte in einer Pressekonferenz die Bedeutung der Aussagen Buscettas und deutete bereits einen größeren Prozess an: „Wir haben nicht nur eine Fülle verschiedener Mafiafälle. Die Mafia als solche wird vor Gericht gestellt. Es ist also nicht übertrieben, wenn man behauptet, dass dies eine historische Maßnahme ist. Endlich ist es uns gelungen, ganz ins Herz der Mafiastrukturen vorzustoßen“.
In diesem Prozess sollte nun nicht nur den bisher inhaftierten Mafiosi der Prozess gemacht werden, sondern auch bewiesen werden, dass die Mafia ein einziges und einheitliches Gebilde war. Entgegen der früher teils geäußerten Ansicht, die Mafia sei nur eine lose Ansammlung einzelner Banden, wurden nun die einheitliche Struktur und Organisation sowie auch ihr hierarchischer Aufbau betont. Zudem seien ranghohe Bosse für die wichtigen erfolgten Morde der Cosa Nostra – wie die wiederholten aufsehenerregenden Morde an bedeutenden Vertretern des Staates – direkt haftbar zu machen, da diese nur durch die Sizilianische Mafia-Kommission hätten beschlossen werden können. Diese Sichtweise wurde bald auch als das Buscetta-Theorem bekannt.

## Prozess
Der Maxi-Prozess begann am 10. Februar 1986. Um ein störungsfreies Verfahren zu gewährleisten, war ein massiver Betonbunker aus Stahlbeton nahe dem Ucciardone-Gefängnis errichtet worden. Im Umfeld des Prozesses waren zudem zusätzlich umfangreiche Sicherheitsvorkehrungen getroffen worden; so war das Gebäude mit Stacheldraht eingezäunt worden, vor dem Eingang stand Tag und Nacht ein Panzer, Metalldetektoren, Überwachungskameras und Alarmanlagen kamen zum Einsatz. Im Gerichtssaal selbst wurden Gemeinschaftskäfige installiert, von denen die Angeklagten den Prozess verfolgen konnten. Die Sitzungen wurden regelmäßig landesweit im Fernsehen übertragen.
Insgesamt wurde Anklage gegen 474 Männer erhoben, von denen sich noch 119 auf der Flucht befanden. Die Anklage umfasste unter anderem 120 Morde, Drogenhandel, Schutzgelderpressung und Mitgliedschaft bzw. Bildung einer kriminellen Vereinigung. Zu den ranghöchsten anwesenden Angeklagten zählten der bereits lebenslang in Haft befindliche Seniorboss der Corleoneser Luciano Liggio, sowie Giuseppe Calò und Mariano Agate. Vor allem flüchtig waren dagegen die beiden Anführer der Corleoneser, Salvatore Riina und Bernardo Provenzano, sowie auch Michele Greco, der Vorsitzende der Kommission. Greco konnte allerdings 10 Tage nach Prozessbeginn verhaftet werden und nahm bald ebenfalls an dem Prozess teil.

„Dies ist der Prozess gegen die ‚Cosa Nostra‘ genannte Mafia-Organisation …“

In der Öffentlichkeit wurde der Prozess zum Teil auch sehr kritisch bewertet; der Giornale di Sicilia kritisierte den Prozess wiederholt, ebenso der sizilianische Schriftsteller Leonardo Sciascia und der sizilianische Kardinal Salvatore Pappalardo. Dabei wurde neben dem Ausmaß des Prozesses insbesondere die Verwendung der Aussagen Buscettas und Contornos als Stütze der Anklage negativ gesehen; auch die mediale Präsenz um Giovanni Falcone wurde negativ bewertet. Das Verfahren stand zudem auch unter dem Vorwurf, nur ein abgesprochener Schauprozess zu sein.
Da Buscetta sich vorerst geweigert hatte, sein Wissen um die politischen Verbindungen der Cosa Nostra offen preiszugeben, erwähnte Falcone diese in seiner Anklageschrift auch nicht. Lediglich die Brüder Ignazio und Nino Salvo wurden im Prozess offen belastet. Die weitreichende Verfilzung der Cosa Nostra mit der in Italien dominierenden Democrazia Cristiana (DC), dem sizilianischen Freimaurertum und der öffentlichen Verwaltung wurde vorerst ausgeklammert, um kein vorzeitiges Scheitern des Prozesses zu riskieren.
Der Prozess endete am 16. Dezember 1987 mit der Verurteilung von 344 Angeklagten zu insgesamt 2.665 Jahren Haft. 114 Angeklagte wurden dagegen freigesprochen, darunter auch Luciano Liggio, da es als nicht erwiesen angesehen wurde, dass er aus der Haft heraus den Mord am Richter Cesare Terranova angeordnet hatte.

## Weitere Prozesse, Berufungen und nachfolgende Entwicklung
Durch weitere Ermittlungen und die Aussagen von weiteren Mafiaaussteigern wie Antonio Calderone und Francesco Maríno Mannoia konnte ein weiterer großer Prozess ermöglicht werden. Um die Anzahl der Angeklagten künftig zu beschränken, wurde das Anklagematerial auf zwei Prozesse, Maxi II und Maxi III genannt, verteilt.
Sobald der erste Maxi-Prozess abgeschlossen war, endete auch die „Pax Mafiosa“ und die Cosa Nostra begann erneut, hohe Staatsdiener zu ermorden; während des Prozesses war dies noch unterblieben, um den Prozess nicht ungünstig zu beeinflussen.
In der Folge wurden viele Urteile in den verschiedenen Berufungsinstanzen aufgehoben, Grund waren teils minimale technische Fehler.
Aufgrund dieser vorläufigen Aufhebungen zahlreicher Urteile befanden sich Anfang 1989 nur noch 60 ursprünglich Verurteilte in Haft. Verantwortlich dafür war Corrado Carnevale, Richter am Corte Suprema di Cassazione – dem italienischen Kassationsgericht, der sich einen Ruf als „Urteilskiller“ erworben hatte. Da er unter anderem enge Verbindungen zu Salvatore Lima und Giulio Andreotti unterhielt, wurde er Anfang der 1990er Jahre seines Amtes enthoben, ihm wurden Bestechlichkeit und Korruption im Amt vorgeworfen.
Im Jahr 1992 scheiterten die Berufungen in letzter Instanz und die Urteile wurden – und damit insbesondere Buscettas Aussagen – bestätigt. Die Existenz der Mafia wurde nun Konsens; zum ersten Mal überhaupt hatte die bisher als weitgehend unantastbar geltende Mafia vor Gericht eine Niederlage erlitten. Als Reaktion auf diese schwere Niederlage begann die Cosa Nostra – auf Initiative von Salvatore Riina – bald darauf einen Feldzug gegen den Staat; die Anschlagserie kostete neben den Richtern Falcone und Borsellino auch Salvatore Lima und Ignazio Salvo das Leben.
Letztere wurden ermordet, da ihnen die Urteile als Versagen ausgelegt wurden, die kriminelle Organisation wirksam vor Verfolgung zu schützen bzw. die Urteile durch politische Einflussnahme revidieren zu lassen. Ziel der Anschläge war es, den Staat doch noch zum Nachgeben zu zwingen; dies blieb allerdings erfolglos und nach der Festnahme Riinas 1993 und seines Schwagers Leoluca Bagarella im Jahr 1995 stellte die Cosa Nostra alle Anschläge und Attentate ein. Die Justiz ging in den späteren Jahren dazu über, die Zahl der Angeklagten weiter zu begrenzen und nur noch kleinere Prozesse durchzuführen.